# Peltophorum pterocarpum
Peltophorum pterocarpum är en ärtväxtart som först beskrevs av Dc., och fick sitt nu gällande namn av Karel Heyne. Peltophorum pterocarpum ingår i släktet Peltophorum och familjen ärtväxter. Inga underarter finns listade i Catalogue of Life.

## Bildgalleri

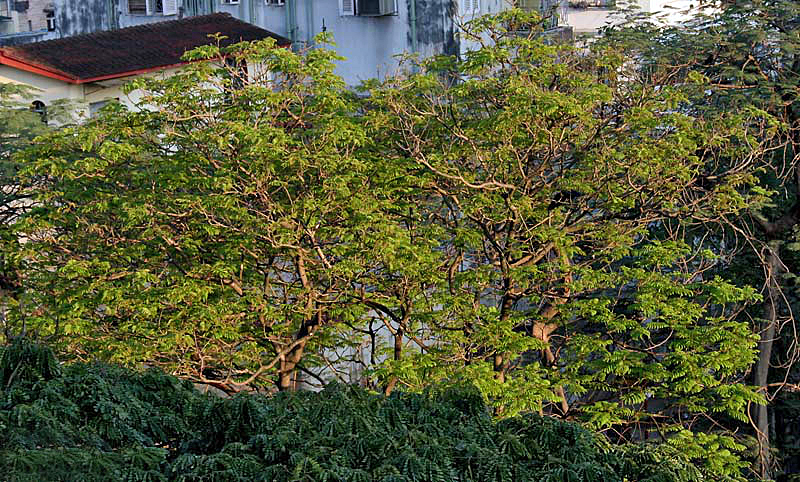
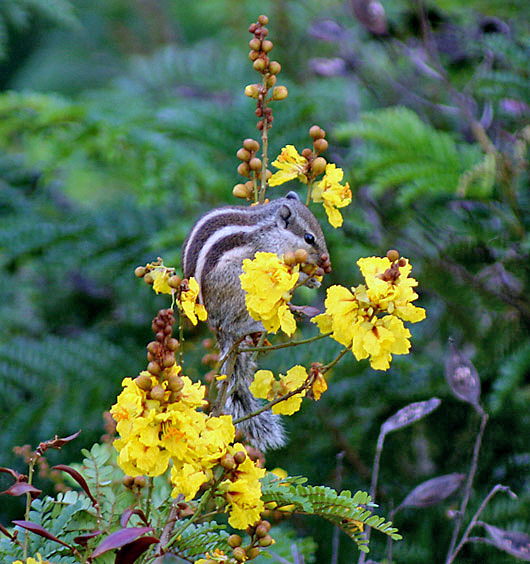
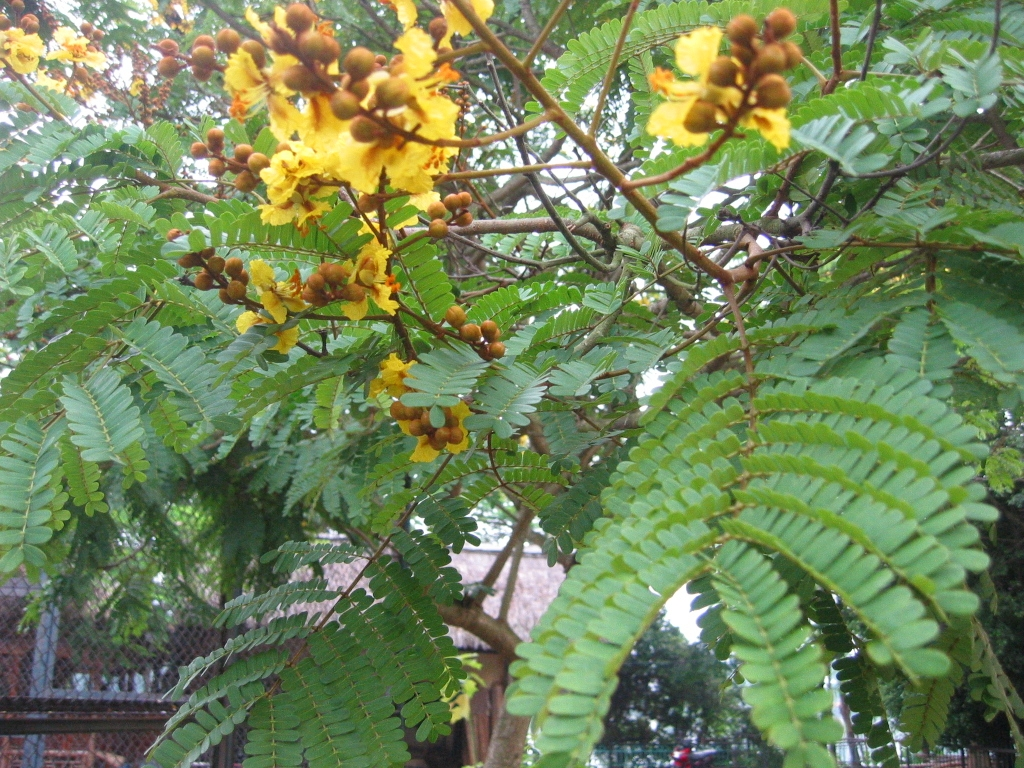
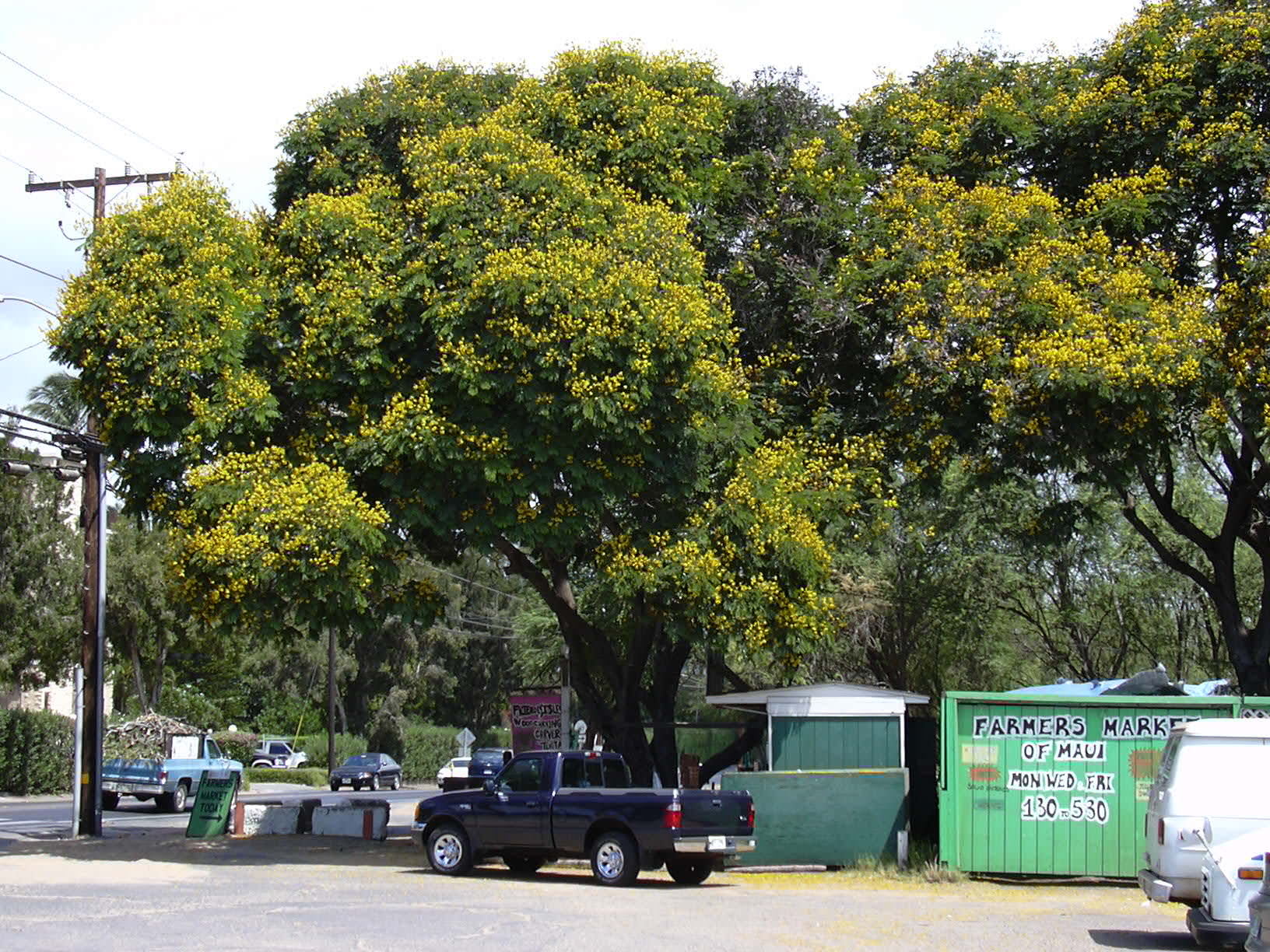